# Що? Де? Коли?
«Що? Де? Коли?» (рос. Что? Где? Когда?) (часто використовують абревіатуру ЩДК, рос. ЧГК) — інтелектуальна гра, популярна на теренах колишнього СРСР, та у країнах зі значними російськомовними спільнотами (Ізраїль, Німеччина, США).
Її придумав у 1975 році телеведучий Володимир Ворошилов. Гра швидко набула популярності і невдовзі (на відміну від первинної телегри) з'явилася доступна всім охочим спортивна версія гри. Спочатку за правильну відповідь гравці (чи автор запитання) отримували книжку. Згодом на кону з'явилися гроші і гасло: "В нашому казіно можна заробляти гроші власним розумом!" Перед початком гри готівку розкладали по секторах. Під час розкрутки дзиги гравці могли зробити свої додаткові ставки.  Ігрова команда із шести (у спортивному різновиді — інколи до восьми) осіб мала відповісти на питання, на обдумування та обговорення якого дають одну хвилину. Питання намагаються скласти такими, щоб дати відповідь на них можна було використавши звичайні, загальні знання та застосувавши логіку. За кожну правильну відповідь команда отримує одне очко.

## Загальна ідеологія гри
Гравці у «Що? Де? Коли?» повинні мати широкий світогляд і цікавитися досягненнями сучасного суспільства. Для них важливо вміти швидко, оригінально - іноді парадоксально -  думати. Може здатися, що для успішної гри обов'язково знати величезну кількість фактів, дат і подій. Насправді ж питання які орієнтовані на дріб'язкові факти, вважають не надто цікавими й такі питання намагаються не ставити під час ігор. Якісне питання повинно містити всі необхідні факти, натяки й підказки для відповіді й не вимагати від гравців особливих спеціальних знань. Під час слухання запитання треба проявити уважність, вміння занотувати найважливіше і т. д. Часто якесь зайве, неважливе у цьому контексті слово чи незвична граматична форма є непотрібним натяком; таку роль виконують каламбури й т. д. Існують питання, які неможливо коректно перекласти (з однієї мови на іншу), а якщо можливо, то для цього потрібно мати певні знання культурології. Питання стосуються різноманітних сфер життя та знань та мають різну стилістику, тому найкращими гравцями є, переважно, найерудованіші особи та гравці, які чимало читають і мають різноманітний життєвий досвід. Досвідчені гравці є авторами підручників з цієї інтелектуальної гри, наприклад, Борис Левін, Нуралі Латипов.

## Правила телегри
У телевізійному варіанті кожна правильна відповідь дає команді одне очко, неправильна відповідь додає одне очко «команді глядачів» (які своїми питаннями грають проти знавців, й таким чином мають свою «команду»). Коли одна з команд набирає 6 пунктів, вона перемагає. Це означає, що протягом однієї програми може прозвучати щонайбільше одинадцять питань (рахунок буде 6:5). Правила телегри від 1975 року змінювалися, але проводять її завжди (з 1990 року) у Мисливській хатинці Нескучного Саду у Москві. У хатинці є спеціальна кімната, обладнана рулеткою, на якій встановлено дзиґу (рос. «волчок») з маленьким коником та велику стрілку з картону, приклеєну до дзиґи. Питання знаходяться у конвертах, які лежать на столі. Кожний конверт підписаний назвою міста, звідки прийшло це питання. Дзиґу запускають і питання, на якому зупинилася стрілка читають наступним. Якщо стрілка показує на питання, яке вже прочитали, то вибирають перше незігране за годинниковою стрілкою питання.
Починаючи з лютого 2008 року українська версія гри транслювалася на каналах «1+1», «Україна», «ICTV», «UA: Перший», «К1» та «Інтер». Ігри проводяться російською мовою, оскільки команди складені із гравців з різних країн колишнього СРСР.

## Питання

### Види питань
- Бліц. Крім звичних питань, на обговорення яких дають одну хвилину, ввели «бліц-питання». Це набір із трьох простіших, ніж зазвичай, питань, на кожне з яких дають лише 20 секунд для роздумів. Команда отримує очко за 3 правильні відповіді. Спочатку такий тип питань з'явився у телегрі, а згодом його почали використовувати й у спортивному варіанті.
- Питання з чорною скринькою. Потрібно здогадатися, що лежить у чорній скриньці, яку ставлять  перед гравцями. За розмірами можна приблизно вгадати розміри предмета. Крім того, там не може бути нічого абстрактного (хоча одного разу там було ніщо — саме такою була правильна відповідь, але цей випадок був радше винятком).
- Супербліц — подібний до бліца. Різниця полягає у тому, що грає лише один гравець від команди.
- Мультимедійні питання. Це питання, які ставлять способом відео- чи аудіозапису, або використовуючи малюнки. У телегрі відео просто показують на моніторі. В спортивному варіанті на кожен стіл перед озвучуванням питання роздають видрук. Часто читанням питання, роздають довгі тексти (наприклад, вірші), щоби уникнути довгого та непотрібного переписування.
- Питання з предметом. Команді показують предмет і просять, наприклад, сказати, для чого (або як) його використовують (використовували), продемонструвати спосіб дії предмета тощо.
- Питання з Інтернету.

Глядачі надсилають запитання електронною поштою, і коли випадає відповідний сектор, комп'ютер вибирає одне випадкове запитання з багатьох надісланих на даний момент (воно може бути незгарбне і не піддаватися жодній логіці). 
- Питання з сектору Zero.

Сектор Zero - гра з ведучим, який на цей раунд виходить з-за лаштунків і пропонує гравцям своє запитання.

### Приклади питань
Наведіть вказівник на підкреслене слово, щоб побачити відповідь
1. Джером К. Джером порівнював це з урядом, оскільки й перше, і друге цінують лише, коли вони хороші. Назвіть це.
2. Вавилонські жерці забороняли звичайним людям їсти плоди цього дерева. Вони вважали, що ті, хто скуштує цих плодів, негайно стане дуже розумним й намагатиметься захопити владу. На такі думки жерців наштовхнула форма плодів усередині. Здогадайтеся, що вона нагадувала, й назвіть це дерево.
3. Перед вами давньоєгипетський рукопис; він розповідає про одного раба: «Він має чудовий слух на обидва вуха, чесний і слухняний». Цей текст розглядають як один з найперших екземплярів… Чого?
4. В італійському антифашистському кіно «Життя прекрасне» головний герой, незадовго до того, як потрапити до концтабору, питається свого товариша про його політичні симпатії. Але товариш у цю мить саме кличе своїх синів. Головний герой, почувши їхні імена, вже може нічого більше питати. Назвіть імена обох синів.

## Відомі гравці
- Олександр Друзь
- Максим Поташов
- Федір Двинятін
- Андрій Козлов
- Борис Бурда
- Олександр Бялко
- Анатолій Вассерман
- Ровшан Аскеров
- Віктор Сіднєв
- Ігор Кондратюк
- Ілля Новіков

## Відомі команди
В українській версії гри брали участь команди, в складі яких були відомі актори, спортсмени, політики. В команді спортсменів (капітан Олексій Крикун) блискуче проявив себе футболіст Олексій Михайличенко, серед діячів шоу-бізнесу - Сергій Сивохо. Неодноразово виступали команди політиків, представлені фракціями тодішньої Верховної Ради. Успішно показала себе команда "95-го кварталу", яку спочатку очолював Володимир Зеленський, потім Олена Кравець, яка показала себе одним із вправніших капітанів серед усіх, які колись брали участь у грі. Найкращім в цій команді був автор-виконавець Валерій Жидков.

## Скандали

### Скандали за участю знавців
У лютому 2019 року в ЗМІ стало відомо про конфлікт між знавцем Олександром Друзем та редактором Іллею Бером: Бер звинуватив Друзя в шахрайстві та спробі підкупу. За його словами, знавець, який брав участь у програмі «Хто хоче стати мільйонером?» разом з Віктором Сіднєвим, випуск якого вийшов в ефір 22 грудня 2018 року, запропонував Беру розкрити йому список питань і відповідей на них в обмін на частку від виграшу. Після цього скандалу Бер та Друзь були відсторонені від участі у програмах «Першого каналу», зокрема, «Хто хоче стати мільйонером?» і «Що? Де? Коли?» на невизначений термін.

### Політичні скандали
У 2014 році, після початку російсько-української війни, одеський знавець Анатолій Бугаєв відмовився від участі в російському телеклубі, пояснивши це тим, що «не хоче мати відношення до російського Першого каналу з його пропагандою».
У 2016 році володар «Діамантової сови» та двох «Кришталевих сов» Ілля Новіков був відсторонений від участі в телеклубі у зв'язку з захистом Надії Савченко та своїми політичними поглядами по Україні.
Після російського вторгнення в Україну в 2022 році від участі в елітарному клубу відмовилися відразу сім гравців: Микола Крапіль, Денис Лагутін, Денис Галіакберов, Дар'я Соловей, Віра Рабкіна, Михайло Новосьолов та Іван Маришев.
Відомий український продюсер та телеведучий Ігор Кондратюк, який у 2008 році завоював приз "Кришталева сова" в "Що? Де? Коли?", в інтерв'ю YouTube-каналу Юрія Лавріна заявив, що гравці залежні від грошей Першого каналу, власної пропаганди.
На думку колишнього гравця телеклубу Катерини Меремінської, війна, яку Росія розпочала в Україні, призвела до розколу і в русі гравців "Що? Де? Коли?", і в однойменному телевізійному клубі, оскільки організатори російської телевізійної передачі підтримали вторгнення та стали на бік російської влади.